# トッド・ペイリン
トッド・ミッチェル・ペイリン（Todd Mitchell Palin、1964年9月6日 – ）とは、アメリカ合衆国の人物。共和党の政治家で元アラスカ州知事及び2008年アメリカ合衆国大統領選挙での共和党の副大統領候補であったサラ・ペイリンの元夫で、5人の子供を持つ。

## 経歴
1964年4月9日にアラスカ州デリンハムで白人の父であるジェームズ（ジム）・F・ペイリンと、彼の最初の妻であるアラスカ先住民の血を引く母のブランチ・コールストローム（4分の1はユピク族）との間に誕生した。1988年8月29日に高校生の時、ワシラ高校で出会ったサラ・ヒースと駆け落ちの末に結婚した。そしてサラは大学に進学し、トッドはBP社の元でノームのノーススロープ油田で技師として働き、またブリストル湾の川で妻のサラと共に自営業として鮭の漁業に従事。またトッドは鉄鋼の労働組合のメンバーでもある。1989年に投票登録をしているが、1995年と2002年の2回程アラスカ独立党に参加し、また投票登録もしていた（妻のサラは1982年に共和党に有権者登録している）。妻のサラが1992年にワシラ市議会議員に初当選し、1996年には同市の市長に、更に2006年にはアラスカ州知事になるなど、政治家としての道を順調に歩むようになると、夫のトッドは子供の世話をしたり、メールを担当したりするなど、妻を後ろで支え続けた。2008年アメリカ合衆国大統領選挙で共和党の大統領候補となったジョン・マケインが副大統領候補に妻のサラを選ぶと、トッドも一躍注目されるようになる。この時妻であるサラの妹のモリーが州警察官である夫のウットンの家庭内暴力により離婚し、親権問題で争っていたことからトッドがウットンを解雇するように圧力をかけ、しかもそれを州知事である妻が手助けしたとの職権濫用疑惑や、1986年にピックアップトラックに乗ってる時に飲酒運転で逮捕された事があるなど、メディアがペイリンの事を大きく問題視して取り上げるようになった。

## 私生活
トッド・ペイリンは狩猟・スポーツ愛好家で、1993年から犬ぞりレースに出場し以降アイロン・犬ぞりレースなど4回の優勝経験があり、ワシラからフェアバンクスやノームとの間の2000マイルにも及ぶスノーモービルレースで優勝した事もある。